# Келлог, Клара Луиза
Клара Луиза Келлог (англ. Clara Louise Kellogg; 9 июля 1842 — 13 мая 1916) — американская певица (сопрано).
Дочь Джорджа Келлога (1812—1901), в 1838—1841 гг. директора школы в Самтере, затем изобретателя и предпринимателя.
Обучалась пению у частных учителей с 1857 г., дебютировала в Нью-Йорке в 1861 г. В 1863 г. исполнила партию Маргариты в американской премьере «Фауста» Гуно. В 1867—1868 гг. пела в Лондоне, затем преимущественно в США, в 1873—1876 гг. вместе с Паулиной Лукка возглавляла собственную труппу. В 1879 г. вновь отправилась в Европу, в 1880 г. пела в Вене, в 1881 г. в Петербурге. Далее вернулась в США; в 1884 г. в концертах Келлог в Бостоне дебютировал юный пианист Леопольд Годовский. В 1887 г. вышла замуж за своего импресарио Карла Стракоша (племянника Мориса Стракоша) и вскоре после этого оставила сцену. В 1913 г. опубликовала книгу «Воспоминания американской примадонны» (англ. Memoirs of an American Primadonna). Основными партиями Келлог были Джильда в «Риголетто», Виолетта в «Травиате», Церлина в «Дон Жуане», заглавные партии в «Марте» Флотова, «Лючии ди Ламмермур» Доницетти, «Аиде» Верди и др.